# Anancus
L'ananco (gen. Anancus) è un proboscidato estinto, vissuto tra la fine del Miocene (circa 10 milioni di anni fa) e l'inizio del Pleistocene (circa 1,5 milioni di anni fa) in Europa, Africa e Asia.

## Tassonomia
Il nome Anancus è stato assegnato dal paleontologo francese Auguste Aymard nel 1855. Viene tradizionalmente allocato tra i Gomphotheriidae, spesso come unico membro della sottofamiglia Anancinae.
Recentemente alcuni autori hanno escluso l'Anancus e altri tetralofodonti gonfoteri dai Gomphotheriidae, includendoli piuttosto tra gli Elephantoidea.

## Due zanne lunghissime
L'aspetto dell'ananco richiamava moltissimo quello degli odierni elefanti,  coi quali però è imparentato solo alla lontana. L'ananco, infatti, fa parte di quel gruppo di proboscidati noti come mastodonti, caratterizzati da una dentatura particolare, più primitiva di quella degli attuali elefanti e dei mammut. A differenza della maggior parte dei suoi parenti stretti, l'ananco possedeva solo le zanne superiori, lunghissime (fino a 4 metri) e diritte (il nome Anancus in greco vuol dire "senza curve"). L'animale stesso era imponente e con un'altezza di circa tre metri rivaleggiava con l'odierno elefante africano. L'habitat dell'ananco era tipicamente forestale e probabilmente branchi di questi animali vagavano per le foreste cibandosi delle tenere foglie degli alberi. 

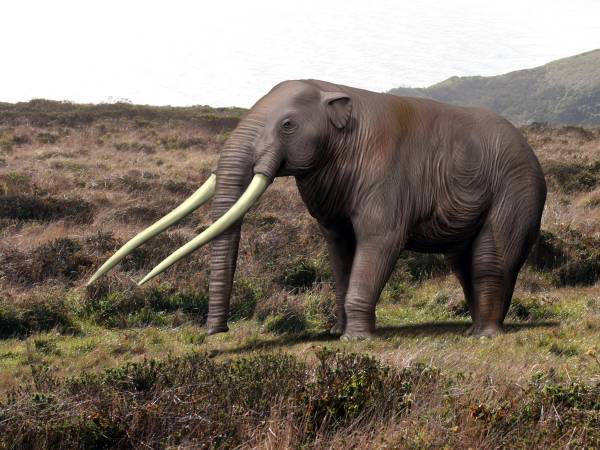
Ricostruzione di Anancus

## Distribuzione ed estinzione
La notevole diffusione spazio-temporale dell'ananco testimonia il suo successo evolutivo. Di questo animale si conoscono molte specie, tra le quali la più nota è senza dubbio il cosiddetto mastodonte d'Arvernia (Anancus arvernensis), caratteristico dei depositi pliocenici di Francia e Italia. Tra le altre specie, da ricordare le africane Anancus kenyensis e Anancus osiris, e le asiatiche Anancus perimensis e Anancus sinensis. Tutte queste specie si estinsero quando il loro habitat forestale si ridusse progressivamente in favore delle praterie, inadatte a ospitare animali come l'ananco.